# 2020 في إيران
هذه المقالة تتضمن أهم الأحداث التي حدثت في إيران في سنة 2020.

## الحكم
- مرشد الثورة – علي خامنئي
- رئيس الجمهورية – حسن روحاني

## الأحـداث

### يناير
- 3 يناير – مقتل قائد فيلق القدس الإيراني الجنرال قاسم سليماني برفقة القائد ابو مهدي المهندس أحد قيادات منظمة الحشد الشعبي العراقي في غارة جوية أمريكية استهدفت موكبًا في مطار بغداد الدولي.
- 8 يناير – هجوم صاروخي إيراني على قاعدة عين الأسد الجوية في محافظة الأنبار التي تضم القوات الأمريكية رداً على اغتيال قاسم سليماني

### مايو
- 1 مايو  – حادثة الحدود الإيرانية الأفغانية

## رياضة
- الدوري الإيراني 2019-20 – الموسم الـ37 من الدوري

## وفـيات

### يناير
- 3 يناير – قاسم سليماني - قائد عسكري إيراني.[1]

### مايو
- 24 مايو - مصطفى خرمدل، عالم دين إيراني توفي بعد إصابته بفايروس كورونا.

## الـمراجع
1. ↑  "Les Etats-Unis tuent le puissant général iranien Ghassem Soleimani dans une frappe en Irak" fr (بالفرنسية). Archived from the original on 2020-01-19. Retrieved 2020-01-29. {{استشهاد ويب}}: الوسيط غير صالح |script-title=: بادئة مفقودة (help)